# باشگاه فوتبال السویق
باشگاه السویق یک باشگاه فوتبال عمانی است که در کشور عمان فعالیت می کند.

## افتخارات

### عنوان ملی
- لیگ حرفه‌ای عمان (۳):
- برنده : ۲۰۰۹/۱۰، ۲۰۱۰/۱۱، ۲۰۱۲/۱۳
- جام سلطان قابوس (۲):
- برنده : ۲۰۰۸، ۲۰۱۲
- سوپر جام عمان (۱):
- برنده : ۲۰۱۳
- نایب قهرمان : ۲۰۰۹، ۲۰۱۰، ۲۰۱۱

## عملکرد در مسابقات AFC
- لیگ قهرمانان آسیا : ۱ حضور
- ۲۰۱۴ : مرحله مقدماتی دور اول
- ای‌اف‌سی کاپ : ۳ دوره حضور

۲۰۰۹: مرحله گروهی
۲۰۱۱: مرحله گروهی
۲۰۱۲: یک شانزدهم
۲۰۱۴: مرحله گروهی

## فهرست فصل ۲۰۰۹/۲۰۱۰
| شماره |        | پست   | بازیکن               |
| ----- | ------ | ----- | -------------------- |
|       | زامبیا | مدافع | فرانسيس كاسوندی      |
|       | عمان   | هافبک | محسن صالح الحربی     |
|       | عمان   | هافبک | عبدالله الشین السعدی |

| شماره |      | پست   | بازیکن           |
| ----- | ---- | ----- | ---------------- |
|       | عمان | هافبک | سلطان الطوقی     |
|       | عمان | مهاجم | حسن رابعه الحسنی |

## بازیکنان قابل توجه
- لئوناردو
- زید جابر
- محمد زاتارا
- حسن رابعه
- فرانسیس کاسوندی